# Potâmide

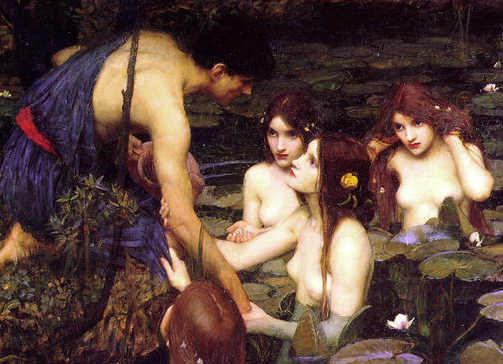
Ninfas potâmides e o herói Hilas

Na mitologia grega, as Potâmides (em grego  Ποταμίδες de ποταμός, que significa "rio") são as Náiades associadas aos rios. Citam-se um número maciço dessas ninfas, tais como:
- Filhas do potâmo Asopo em união com a ninfa Metope: Egina, Tebe, Plateia, Eubeo, Córcira, Salamina, Sinope, Téspia, Tânagra, Antíope, Ásopis, Cálcis, Harpina, Ismene, Ornia, Cleone, Hipseo, Nemea, Tebas e Eroe.

- Inácides - concebidas pelo potâmo Ínaco:Micene, Amimone, Hispéria, Foroneus, Io, Argia, Aegialeus e Messeis.

- Filhas do potâmo Céfiso: Deino, Dercertis, Lilaea, Daulis, Melaina, Tia, Diogenéia, Eteocles, Castália, Melia, Corícia e Midea.

- Filhas do potâmo Aquelôo ou Aquelau: Calírroe, Castália, Pirene e Dirce.

- Filhas do potâmo Ladão em união com a ninfa Estínfale: Metope, Dafne, Têmis, Telpousa e Sirinx.

- Filhas do potâmo Almão em união com a Estínfale : Lara

- Filhas do potâmo Peneu e da náiade Creúsa: Orseis, Dafne, Menipe, Cipseis, Stilbe, Cleochareia e Ifis.

- Filhas do potâmo Spercheu e da ninfa Deino: Lótis, Idothéia e Othreis.

- Filhas do potâmo Eurotas: Piatre, Tiasa[1], Peribóia, Sparte, Bateia e Thera.

- Habitavam o potâmo Tejo e por isso recebiam esse grupo recebia o nome de Tágides: Cleia, Pirene, Anobredi, Tiro e Nedas.

- Têmides são as ninfas que habitavam o Erídano e eram filhas de Zeus e da titânide Têmis: Aerica (o hábito), Lipara (a perseverança) e Asterope (a face brilhante). Por vezes são confundidas com as Hespérides